# Frieda Van Themsche
Frieda Leontine Mauritia Van Themsche (Ukkel, 26 april 1955 - Oostrozebeke, 18 maart 2023) was een Belgisch parlementslid.

## Levensloop
Van Themsche doorliep de humaniora bij de Ursulinen in Wilrijk en volgde daarna een opleiding hoger pedagogisch onderwijs in Herentals. Zij werkte zeven jaar als onderwijzeres in het lager onderwijs in het Altena-instituut in Kontich en nam dan als huisvrouw de zorg voor haar gezin met vijf kinderen op zich vooraleer zich op de politiek toe te leggen.
Ze was actief in het Katholiek Vlaams Hoogstudentenverbond (KVHV) en de Nationalistische Studentenvereniging (NSV) en kwam via deze laatste vereniging in het radicaal-rechtse Vlaams Blok terecht, in 2004 herdoopt tot Vlaams Belang. Voor deze partij was ze bij de lokale verkiezingen van oktober 2000 kandidaat in Harelbeke. Van Themsche raakte niet verkozen, maar kwam in 2002 per opvolging toch nog in de gemeenteraad terecht, alwaar ze zitting had tot eind 2012. Tevens was ze van 2000 tot 2003 raadslid in de provincieraad van West-Vlaanderen.
Na de federale verkiezingen van mei 2003 kwam Van Themsche als opvolger van Vlaams Blok-voorzitter Frank Vanhecke in de Kamer van volksvertegenwoordigers terecht, voor de kieskring West-Vlaanderen. Naar aanleiding van haar eerste toespraak in de Kamer riep Van Themsche België Barst uit. Kamervoorzitter Herman De Croo liet deze kreet echter uit het beknopt verslag schrappen. Daarbij had de voorzitter echter de Kamervoorschriften naast zich neergelegd.
Op 14 september 2003 werd Van Themsches zoon op vijftienjarige leeftijd aangereden in Kuurne en overleed ter plekke. De dader pleegde vluchtmisdrijf en werd niet gevonden. Deze dramatische gebeurtenis had haar belangstelling aangewakkerd voor de verkeersproblematiek en in het bijzonder de maatregelen die de overheid kan nemen om de veiligheid van zwakke weggebruikers te verzekeren en om de snelheid van het verkeer af te remmen. Zo stelde zij op 23 mei 2005 voor vrachtwagens te verbieden op de openbare weg op zondagen en feestdagen.
In het voorjaar van 2006 werd België opgeschrikt door een aantal racistisch gemotiveerde moordaanslagen in de binnenstad van Antwerpen. Deze bleken gepleegd te zijn door haar 18-jarige neef Hans Van Themsche. Op 19 april 2007 maakte Frieda van Themsche bekend dat zij de nationale politiek zou verlaten en geen herverkiezing ambieerde, hoewel ze van haar partij de tweede plaats op de West-Vlaamse Kamerlijst kreeg aangeboden. Van Themsche wilde haar energie naar eigen zeggen besteden aan haar gezin. Ze had geen zin meer om ' zonder enige effect op de stemknop te drukken in het parlement', waar haar partij door het cordon sanitaire amper impact had. De directe aanleiding voor haar vertrek uit de politiek was de schietpartij op de campus in Virginia in april 2007, die haar familie opnieuw confronteerde met de daden van haar neef een jaar eerder.
Van Themsche overleed op 18 maart 2023 op 67-jarige leeftijd na een kwalijke val die fataal bleek te zijn.